# Alarmformation
Die Alarmformationen (Al Fo) der Schweizer Armee sind Verbände, die als «Mittel der ersten Stunde» rasch mobilisiert werden können und innerhalb weniger Stunden auf Befehl des Führungsstabes der Armee für Schutz- und Bewachungsaufgaben zur Verfügung stehen. Dazu gehörte das Katastrophenhilferegiment für Hilfeleistungen im Landesinnern und für grenzüberschreitende Hilfsaktionen.
Die ab 1983 neu geschaffenen Alarmformationen für die Flughäfen Zürich und Genf (1988) sowie die Bundesstadt Bern wurden 2003 mit der Armee XXI aufgelöst. Die heutigen Alarmformationen bestehen aus der Militärischen Sicherheit (Mil Sich) und dem Katastrophenhilfe Bereitschaftsverband (Kata Hi Ber Vb).

## Bedrohungen
Das Attentat in Kloten auf eine El-Al-Maschine bewog den Bundesrat im November 1969, die rechtlichen Grundlagen für das bereits bestehende Flughafenkommando 414 in Zürich-Kloten zu schaffen. Das Kommando des Sicherungsbataillons setzte sich aus drei schweren Füsilierkompanien des Landsturms mit 800 Mann zusammen. Als im Herbst 1970 Flugzeugentführungen erfolgten, hatte der Bundesrat die Gesuche der Kantone Zürich und Genf zum Einsatz von Truppen auf den beiden internationalen Flughäfen bewilligt. Bis zur Aufhebung dieses Truppeneinsatzes im September 1971 hatten in Kloten 30 Bataillone Aktivdienst geleistet.
In den 1970er-Jahren erhöhten die NATO und der Warschauer Pakt ihr Luftlandepotenzial, um ganze Divisionen innerhalb kürzester Zeit über grosse Distanzen verschieben zu können. Der Bericht des Bundesrates über die Sicherheitspolitik von 1973 wies auf die Bedrohungen durch einen strategischen Überfall hin. 1977 beauftragte der Bundesrat die Feldarmeekorps 1 und Feldarmeekorps 4, für diesen Fall technische und taktische Vorbereitungen zu treffen. 1983 wurde mit einer Vorwarnzeit von zwölf Stunden bis zum Beginn einer Luftlandung gerechnet.
In den 1980er-Jahren wurde das sowjetische Angriffskonzept anstelle eines Nuklearerstschlags auf überraschende, gross angelegte Luftlandeoperationen geändert. Der zivile Flughafen Kloten und der Militärflugplatz Dübendorf wären mit ihren grossen Start- und Landekapazitäten hierfür geeignet gewesen, lagen sie doch bereits halbwegs im Rücken der NATO-Verteidigung, und deren Flug- und Seehäfen waren von dort schnell erreichbar. Innert 24 Stunden hätten 20'000 Mann und 800 Schützenpanzer zum Angriff im Rücken der NATO-Verteidigung transportiert werden können. Die Überfälle beim Prager Frühling 1968 und die sowjetische Intervention in Afghanistan 1979 wurden mit zivilen Kursmaschinen eingeleitet, die statt ziviler Passagiere Elitesoldaten zur Besetzung der Flughäfen transportierten.
Die NATO signalisierte, dass bei einem Versagen der schweizerischen Verteidigung im Grossraum Zürich, dieser unter schweres, möglicherweise nukleares Feuer der NATO geraten könnte. Der Flughafen Kloten war in diesen Jahren Ziel einer regen sowjetischen Spionagetätigkeit, insbesondere während der Alarmübungen, weil dann echte Kriegdispositive beübt wurden. In einem Industriegebäude in der Anflugschneise im Raum Bülach wurde eine Antennenanlage als elektronische Landehilfe entdeckt, die nur mit militärischen Transportmaschinen sowjetischer Bauart kompatibel war.

## Alarmformationen
Die Alarmformationen der Armee 61 setzten sich aus dem Flughafenregiment 4 (Flughafen Zürich), dem Flughafenbataillon 1 (Flughafen Genf, internationale Organisationen) und der Alarmformation Bern (Bundesstadt und Flugplatz Belpmoos) mit insgesamt 5000 Milizangehörigen zusammen. Daneben gab es das Katastrophenhilferegiment. Sie waren innert weniger Stunden einsetzbare militärische Mittel und dienten der schnellen Mobilisierung bei überraschenden strategischen Überfällen (Luftoperationen, Luftlandeaktionen usw.) sowie als Vorausdetachement bei nichtmilitärischen Krisenlagen (Naturereignisse, Flugzeugabstürze usw.) im Landesinnern und für grenzüberschreitende Hilfsaktionen.
Die Alarmformationen der Armee 95 umfassten das Flughafenregiment Zürich, Teile der Infanterieregimenter 14 (Bern) und 3 (Genf) sowie das Katastrophenhilferegiment 1.

### Flughafenregiment 4
1986 wurde das Flughafenkommando 414 in Flughafenkommando 4 und 1987 in Flughafenregiment 4 umbenannt. Das Flughafenregiment 4 war in die Felddivision 6 integriert. Die eingeteilten Milizsoldaten mussten im Umkreis von höchstens 30 Fahrminuten vom Flughafen Kloten arbeiten und wohnen. Sie konnten jederzeit durch ein permanentes Alarmsystem mit Pagern aufgeboten werden und waren während 365 Tagen im Jahr innert 2 bis 3 Stunden gefechtsbereit. Sie mussten nicht zuerst ihre persönliche Waffe und Ausrüstung zu Hause holen, sondern sie lag mit dem Korpsmaterial im flughafennahen Zeughaus bereit. Die daheim gelagerte Zweitwaffe hätte im schlimmsten Fall dazu gedient, sich an den Einrückungsort durchzukämpfen. 1987 erfolgte der erste zweiwöchige Instruktionskurs. Bei jeder der jährlichen Alarmübungen ging die Truppe vom Ernstfall aus, sie erfuhr erst nachher, ob es eine Übung oder schon Aktivdienst war. Die gesamte Wehrpflicht wurde in jährlich zweiwöchigen Instruktionskursen geleistet, mit 35 Jahren folgte die Entlassung aus der Wehrpflicht. Der Anfangsbestand von 2500 Mann wurde mit dem Weiteraufbau auf 3400 Mann angehoben.
Der primäre Auftrag war, Luftlandungen im Raum Kloten/Dübendorf zu bekämpfen, dem Gegner die Benutzung der Pisten zu verunmöglichen und auf jede Eskalation sofort mit kraftvollen Gegenmassnahmen zu antworten.
Das Regiment unter dem Kommando von Walter Bischofberger war in fünf Bataillone gegliedert (Stabsbataillon 4, drei Flughafenbataillone 41–43, eine leichte Flablenkenwaffenabteilung). Ausrüstung und Bewaffnung bestanden aus 42 mit Kanonen bestückten Schützenpanzern M113, neun Panzerjägern, 42 PAL (Dragon), 228 Panzerfäusten, 44 6-cm-Minenwerfern, 24 8,1-cm-Minenwerfern, 2 12-cm-Festungsminenwerfern, 24 Flablenkwaffen Stinger und 334 Motorfahrzeugen.
Bei einer Vergleichsstudie mit Verteidigungskonzepten anderer Länder durch den amerikanischen Militärexperten Kevin D. Stringer schnitt dasjenige des Flughafenregiments als eines der weltbesten und kostengünstigsten Konzepte sowohl zum Schutze ziviler und militärischer Einrichtungen ab.

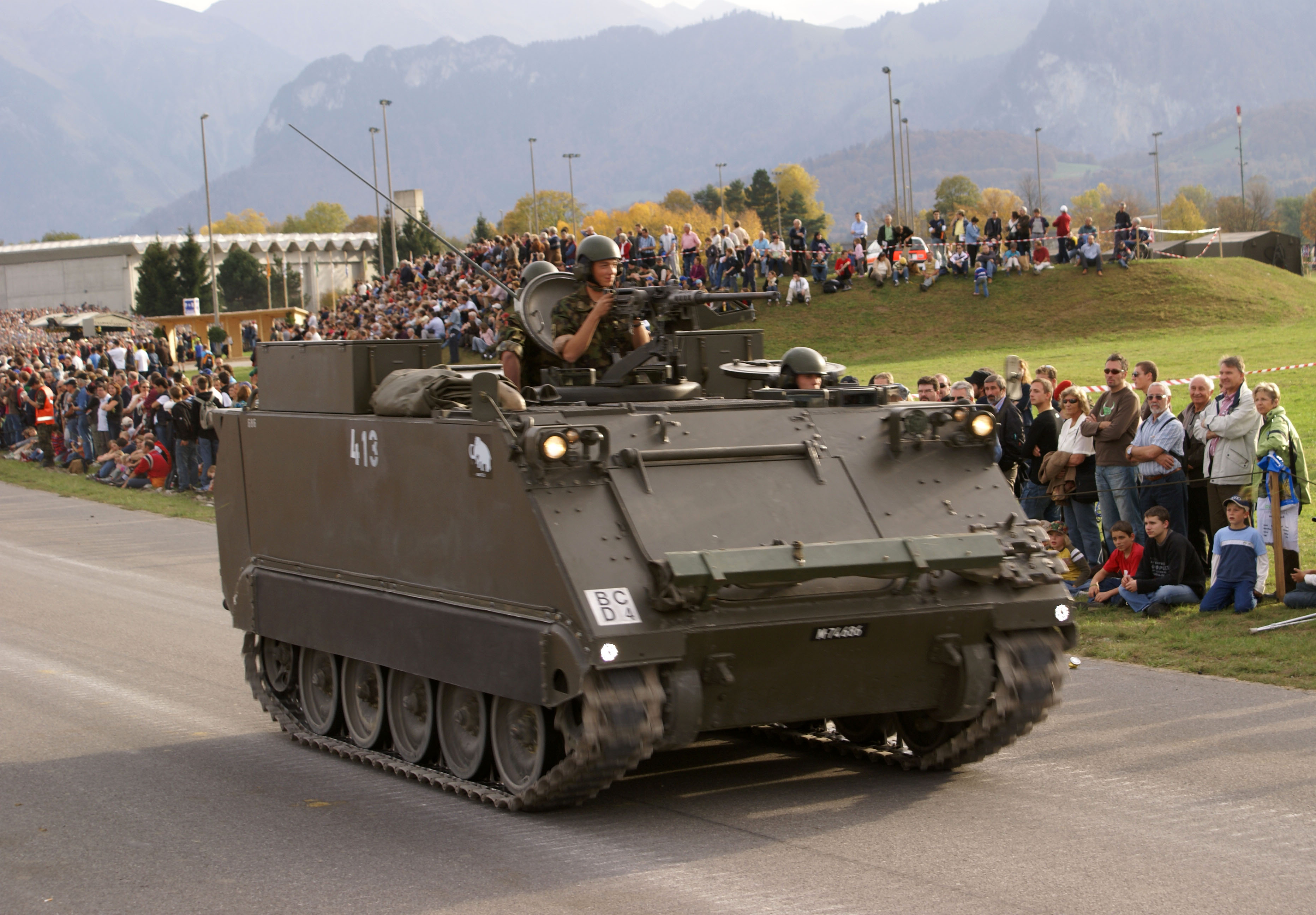
Schützenpanzer M113
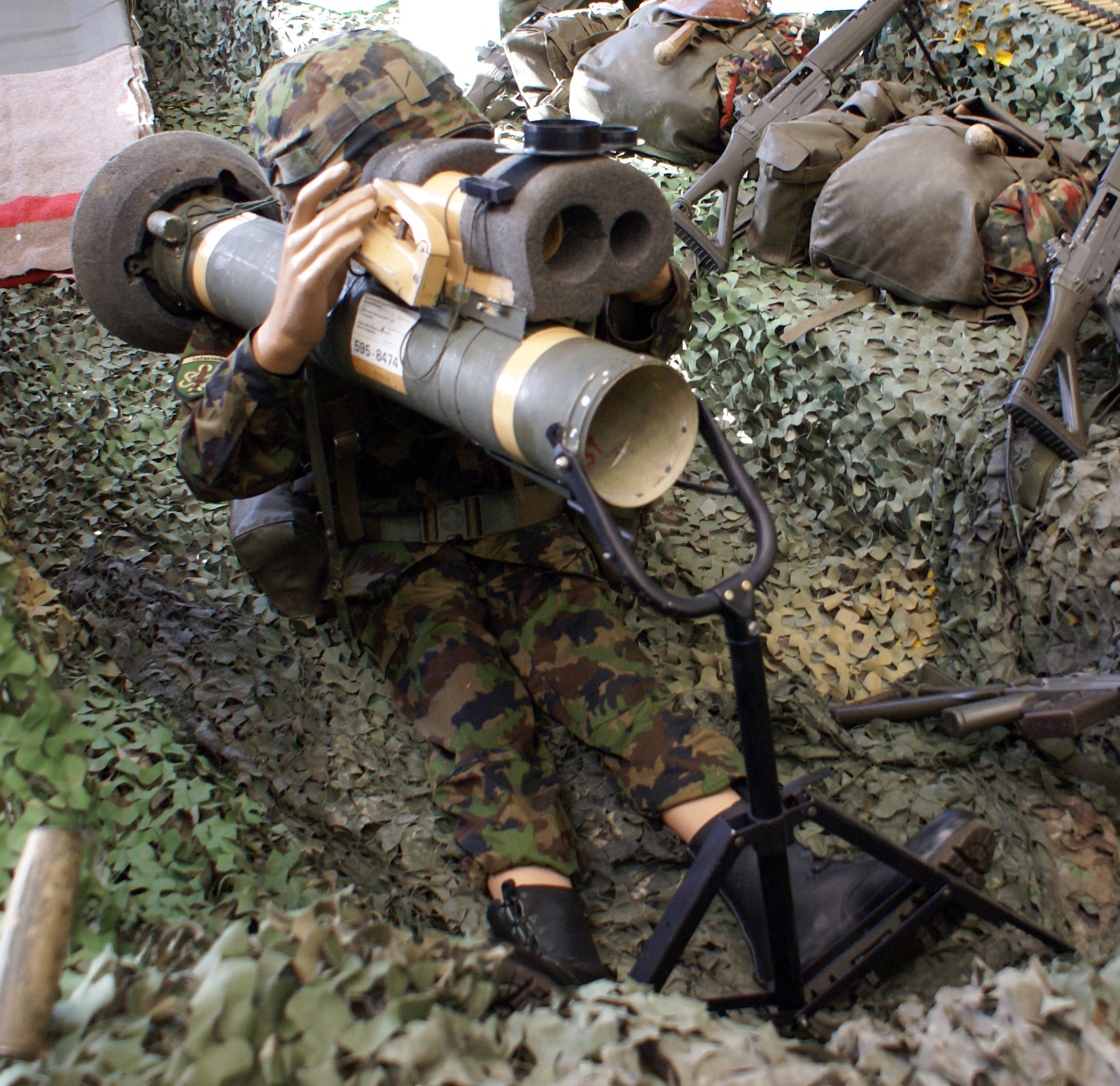
PAL Dragon
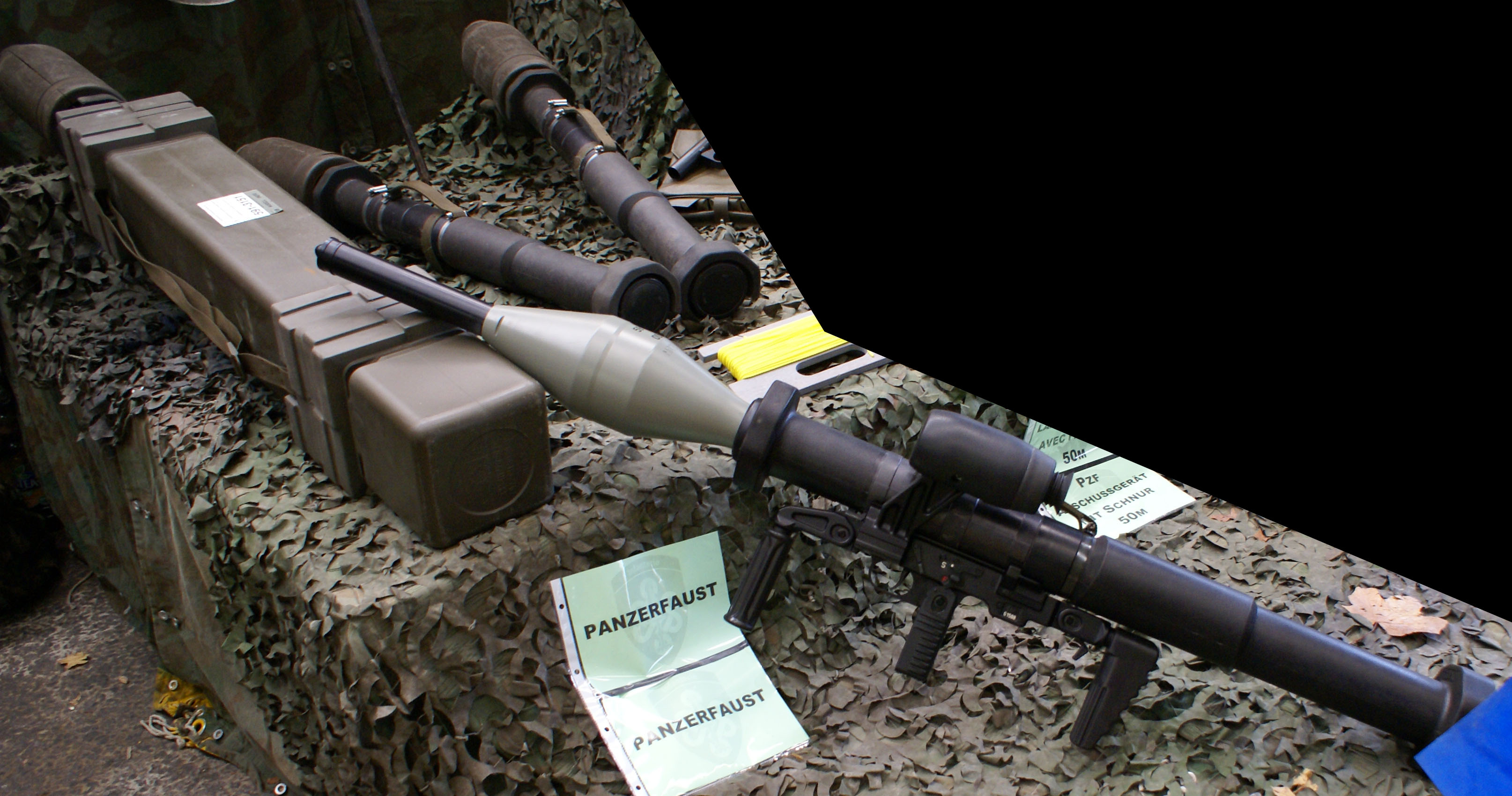
Panzerfaust
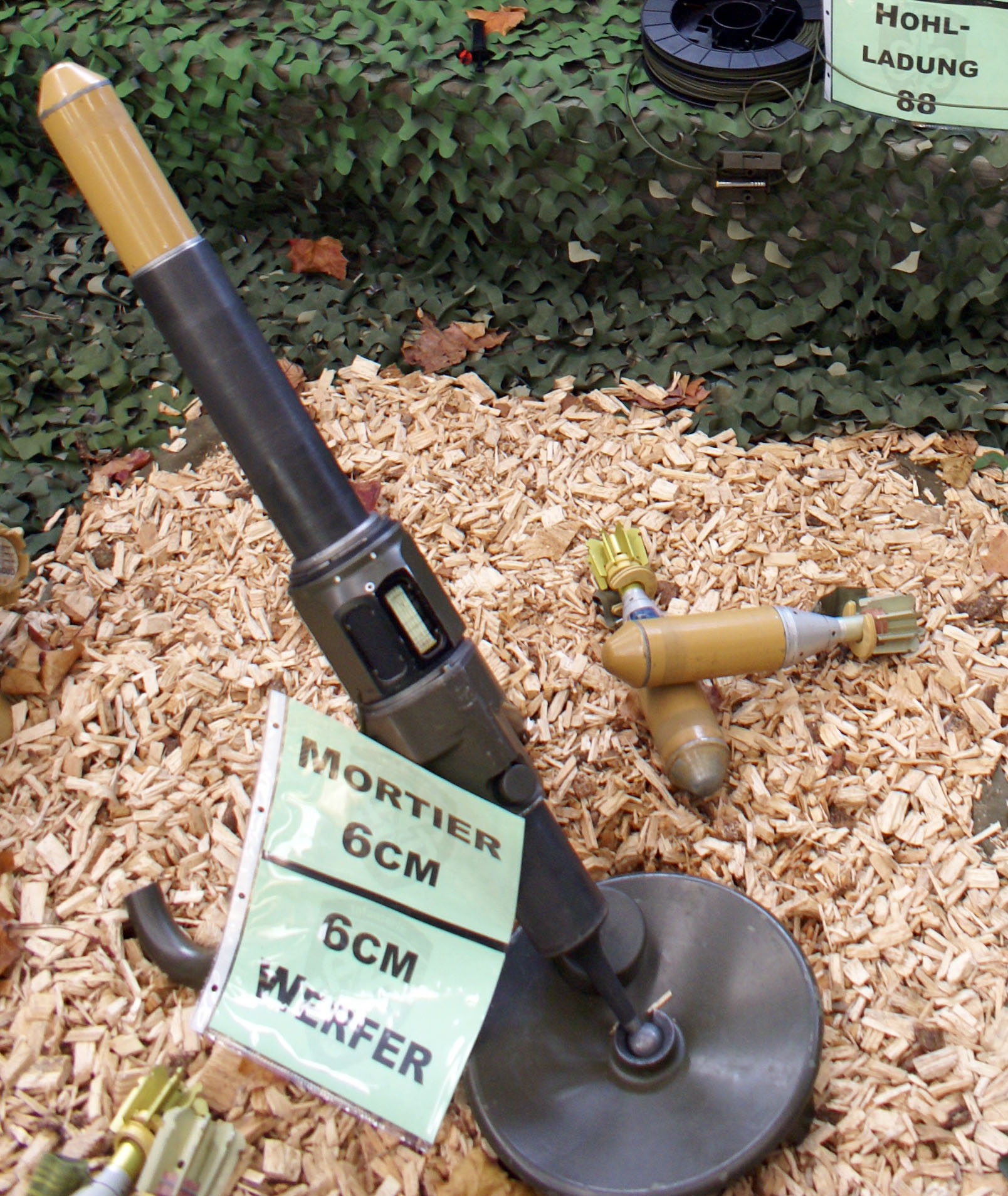
6 cm Minenwerfer
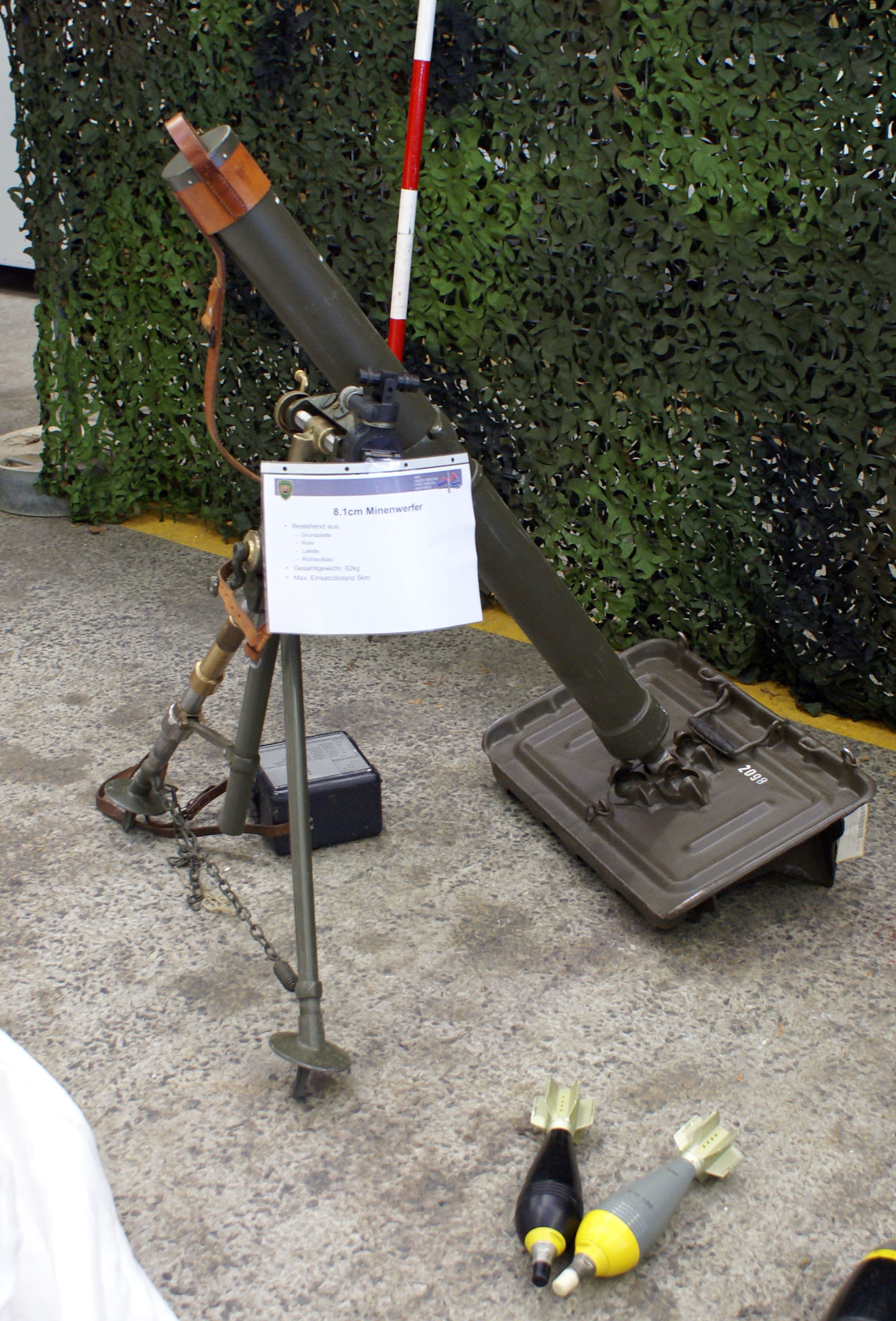
8,1 cm Minenwerfer

### Katastrophenhilferegiment
Das als Alarmformation konzipierte Katastrophenhilferegiment war ein zentrales Mittel der Armee zur Erfüllung des dritten Armeeauftrages. Ihr Gros war innert 24 Stunden einsetzbar. Es wurde im Inland bei Natur- und technischen Katastrophen sowie Grossunfällen zur Hilfeleistung und Unterstützung von zivilen Organisationen eingesetzt.
In der Armee 95 gab es ein Katastrophenhilferegiment und mehrere Rettungsregimenter, die sich in 23 Bataillone gliederten, von denen vier als eigentliche Alarmformationen aufgeboten werden konnten.
Mit der Armee XXI wurden diese auf vier Bataillone reduziert. Die heutige Alarmorganisation besteht aus der Katastrophenhilfe Bereitschaftskompanie (Kata Hi Ber Vb). Die aus Soldaten der Rettungs- und Genietruppen gebildete Kompanie besteht aus rund 150 Durchdienern und 50 Zeitmilitärs. Sie kann innert vier Stunden einen  Zug (30 Einsatzkräfte) und den Rest innerhalb von sechs Stunden in Marsch setzen, wozu ihnen 100 verschiedene Fahrzeuge dienen.